# Luigi Tornielli
Luigi Tornielli (Novara, 13 marzo 1817 – Santa Margherita Ligure, 31 luglio 1890) è stato un politico italiano.
Fu senatore del Regno d'Italia dalla XVI legislatura.